# Guido Eckert
Guido Eckert (* 15. August 1964 in Aachen) ist ein deutscher Journalist und Schriftsteller.

## Leben
Guido Eckert studierte nach dem Abitur ab 1983 Sinologie und
Japanologie an der Universität Köln. Anschließend übte er verschiedene Tätigkeiten aus. Ab 1990 lieferte er Beiträge für Zeitungen (vor allem die Süddeutsche Zeitung) und Zeitschriften (u. a. für das Zeit-Magazin, Transatlantik und Tempo); daneben entstanden literarische Texte. Eckert lebt heute in Köln.
Eckert ist Verfasser von erzählerischen Werken, Hörspielen und Drehbüchern. Den „Tatsachenroman“ Möbelhaus publizierte er 2015 unter dem Pseudonym Robert Kisch. Eckert wurde gekündigt, als sein Chef von seinem Buch erfuhr, wodurch Eckert von Arbeitslosengeld lebte und ihn die Sorge plagte, „in den Hartz-IV-Status abzurutschen“. In der Folge legte er 2016 sein nächstes Buch „Glück“ vor.
Eckert ist Mitglied des Verbandes Deutscher Schriftstellerinnen und Schriftsteller. Er erhielt 1991 den Axel-Springer-Preis, 1996 den Theodor-Wolff-Preis, 1998 einen Förderpreis für Literatur des Landes Nordrhein-Westfalen sowie 2001 das Gabriel-Grüner-Stipendium.
Eckert war verheiratet und hat einen Sohn.

## Werke
- Der Tag, an dem ich die schönste Frau der Welt treffen wollte. btb, München 1997.
- Enten füttern. Goldmann, München 1999.
- Tote Tage. Rütten & Loening u. a., Berlin 2001.
- Töte mich, aus Liebe. Echter, Würzburg 2007.
- Zickensklaven. Wenn Männer zu sehr lieben. Solibro Verlag, Münster 2009.
- Der Verstand ist ein durchtriebener Schuft: Wie Sie garantiert weise werden. In 10 Schritten durch jede Krise. Solibro, Münster 2010, ISBN 978-3-932927-47-8.

Robert Kisch
- Möbelhaus : ein Tatsachenroman. Droemer, München 2015
- Glück. Droemer, München 2016